# El Infiernillo (Piura)
El Infiernillo, también llamado Pampa Larga, es una localidad peruana ubicada en el distrito de Suyo, perteneciente a la provincia de Ayabaca del departamento de Piura, al norte del Perú. 

## Ubicación
El Infiernillo se ubica al noroeste de la provincia de Ayabaca, en el distrito de Suyo, en el departamento de Piura. Se ubica cerca a la frontera ecuatoriana-peruana.

## Demografía
En 2017 El Infiernillo tenía una población de 6 habitantes.
| Gráfica de evolución demográfica de El Infiernillo entre 1993 y 2017 |
|                                                                      |
| Fuentes: Población 1993 y 2017                                       |